# Matthias Benesch
Matthias Benesch, né le 28 août 1968 à Mersebourg, est un bobeur allemand.

## Palmarès
Le plus grand succès de sa carrière est survenu lors de la saison 2000/2001, lorsqu'il a terminé troisième au classement de la Coupe du monde bob à 4. En outre, il a remporté une médaille d'or dans la même épreuve aux Championnats européens de Königssee en 2001 et une médaille de bronze aux Championnats européens de Cortina d'Ampezzo un an plus tard. Il n'a jamais participé aux Jeux olympiques.